# Graphosia approximans
Graphosia approximans är en fjärilsart som beskrevs av Rothschild 1912. Graphosia approximans ingår i släktet Graphosia och familjen björnspinnare. Inga underarter finns listade i Catalogue of Life.